# ABt

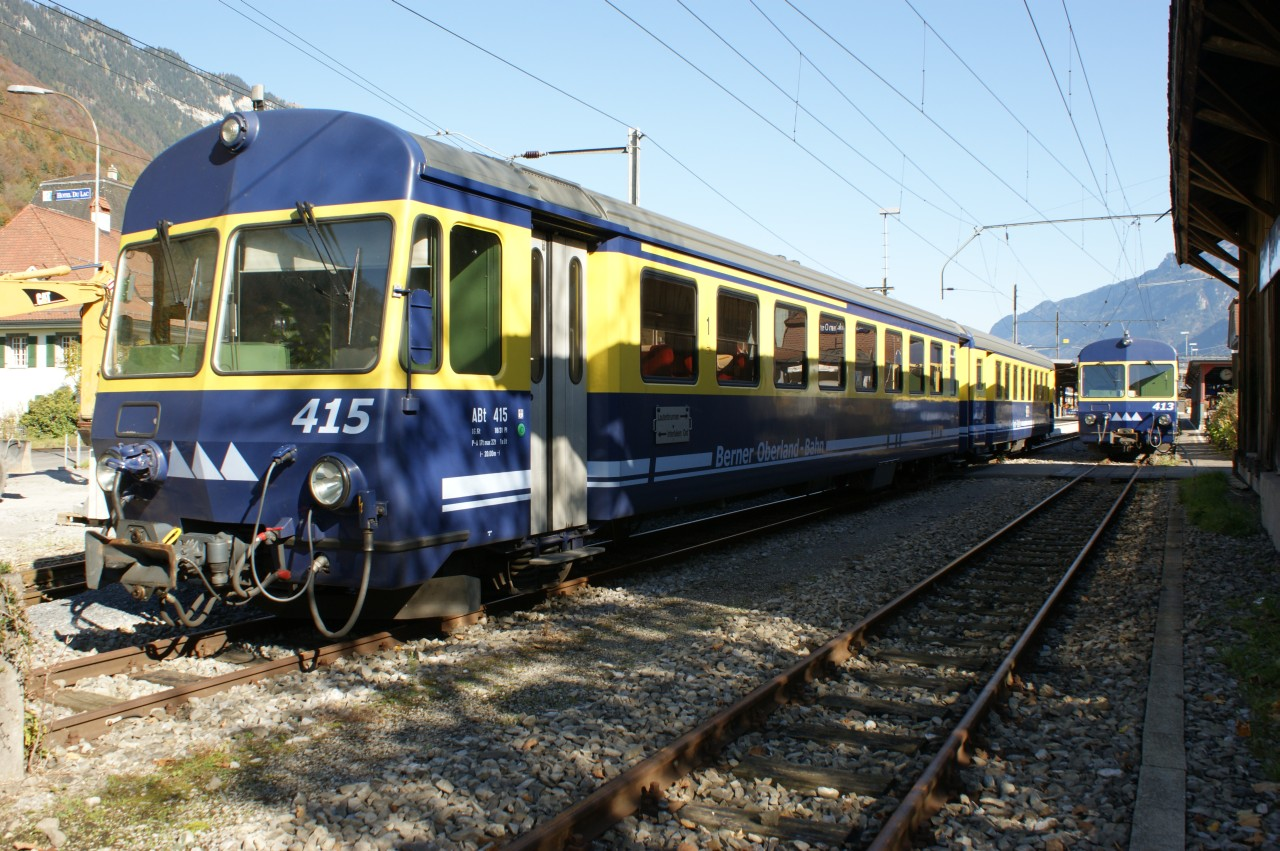
Ein ABt der Berner-Oberland-Bahn in Interlaken Ost

ABt ist die Typenbezeichnung für zweiklassige (1. und 2. Klasse) Steuerwagen in der Schweiz, die in Kombination mit einem oder mehreren Triebfahrzeugen einen Pendelzug bilden.
ABt waren bei vielen schweizerischen Bahnen im Einsatz, so z. B. bei den Schweizerischen Bundesbahnen, der BLS AG, der Berner-Oberland-Bahn, der Matterhorn-Gotthard-Bahn oder der Rhätischen Bahn. Durch die Einführung von Triebzügen ist ihre Zahl am Abnehmen. Häufig wurden die ABt mit einem Triebwagen mit Gepäckabteil (RBDe 4/4, BDe 4/4, BDeh 4/4, BDeh 2/4) oder sogar einem Gepäcktriebwagen (De 4/4 oder Deh 4/4) kombiniert, so z. B. bei den Appenzeller Bahnen, bei der Zentralbahn oder bei den Chemins de fer du Jura.